# Michael Hrstka
Michael Hrstka (* 22. Januar 1986 in Leverkusen) ist ein ehemaliger deutsch-tschechischer Eishockeyspieler, der bis Herbst 2016 für die Saale Bulls Halle spielte.

## Karriere
Hrstka begann seine Karriere im Nachwuchsinternat der Adler Mannheim, wo er unter anderem mit den Jungadler Mannheim in der Deutschen Nachwuchsliga spielte. Im Sommer 2002 wechselte der gelernte Verteidiger zu den Kölner Haien, die ihn ebenfalls zunächst in deren DNL-Mannschaft, den Kölner EC Junghaien, einsetzten. In seiner ersten Saison bei den Junghaien gehörte der bereits zu den punktbesten Verteidigern im Team und empfahl sich somit für die Profimannschaft der Haie.
Während der Spielzeit 2003/04 bekam der Linksschütze die Chance, sich in der DEL zu beweisen. Der damals 17-jährige absolvierte bereits ein DEL-Spiel für den KEC. 2004 war Hrstka für die deutsche Junioren-Nationalmannschaft nominiert, mit der er im gleichen Jahr an der B-WM in Italien teilnahm. Dort konnte der Abwehrspieler mit dem Team den Aufstieg in die A-WM feiern. Hrstka wurde fünf Mal eingesetzt und erzielte dabei zwei Scorerpunkte.
In der Folgezeit spielte der Linksschütze neben seinem Hauptarbeitgeber, dem KEC, auch für den SC Mittelrhein-Neuwied sowie für die Ratinger Ice Aliens. Da er sich bei den Kölner Haien letzten Endes nicht durchsetzen konnte, unterschrieb der Leverkusener zur Saison 2006/07 einen Vertrag bei den Bietigheim Steelers aus der 2. Bundesliga. Hrstka trug 23 Mal das Trikot der Steelers, ehe er während der laufenden Spielzeit zurück in die DEL, zu den Füchsen aus Duisburg, wechselte.
Das Spieljahr 2007/08 verbrachte der Verteidiger sowohl bei den Füchsen, als auch durch eine Förderlizenz beim damaligen Zweitligisten Moskitos Essen, für die er 43 Spiele bestritt und dabei sechs Punkte erzielen konnte. In der Saison 2008/09 ging er für die Füchse sowie für den Kooperationspartner Herner EV in der Oberliga aufs Eis. Nach dem Zwangsabstieg der Füchse blieb Hrstka dem Verein auch 2009/10 in der Regionalliga treu. In der folgenden Saison konnte er wieder 2 Spiele für den KEC in der DEL absolvieren.
Bis zum Ende seiner Karriere im Herbst 2016 spielte Hrstka noch für die Moskitos Essen und die Saale Bulls aus Halle.

## Karrierestatistik
(Legende zur Spielerstatistik: Sp oder GP = absolvierte Spiele; T oder G = erzielte Tore; V oder A = erzielte Assists; Pkt oder Pts = erzielte Scorerpunkte; SM oder PIM = erhaltene Strafminuten; +/− = Plus/Minus-Bilanz; PP = erzielte Überzahltore; SH = erzielte Unterzahltore; GW = erzielte Siegtore; 1 Play-downs/Relegation; Kursiv: Statistik nicht vollständig)